# Coupe d'Afrique des nations de football 1957
Navigation
République arabe unie 1959
Le Tournoi Abdelaziz Abdellah Salem, appelé plus tard la Coupe d'Afrique des nations de football 1957 est un tournoi disputé en 1957 à Khartoum au Soudan. Ce tournoi est la première édition de la Coupe d'Afrique des nations, qui est remporté par les Pharaons, en battant l’Éthiopie en finale sur le score de quatre buts à zéro.

## Contexte

### Contexte footballistique

#### Le premières sélections indépendantes en Afrique des origines à 1957
Sur le continent africain, l'Afrique du Sud crée la South African Football Association en 1892, puis elle adhère à la FIFA en 1910, avant de la quitter en 1924 pour y revenir en 1952. Ensuite, l’Égypte crée sa fédération le 3 décembre 1921 et adhère à la FIFA en 1923 ; puis le Soudan crée sa fédération alors qu'elle est sous la domination anglo-égyptienne en 1936 pour adhérer à la FIFA en 1948. Enfin, l’Éthiopie crée en 1943 sa fédération et adhère à la FIFA sous le nom d'Abyssinie en 1952. Ce sont les premières nations à s'organiser en sélection indépendante et à adhérer à la FIFA. 
L'intégration de ces quatre nations africaines à la FIFA se fait de manière lacunaire et cela se voit dans l'organisation des éliminatoires de la Coupe du monde : en 1934, seule l’Égypte participe aux éliminatoires de la Coupe du monde (face à la Palestine mandataire) dans le groupe Afrique/Asie et participe à la Coupe du monde 1934, faisant d'elle la première nation africaine en Coupe du monde. En 1938, l’Égypte est reversée dans un groupe européen, mais elle déclare forfait. En 1950, aucune équipe n'est inscrite et en 1954, seule l’Égypte dispute les éliminatoires dans la zone Europe contre l'Italie. L'affection des sélections africaines dans les éliminatoires ne s'est faite soit qu'avec l'Asie, soit l'Europe et cela amène l'idée de la création d'une confédération africaine.

## Nations participantes et effectif

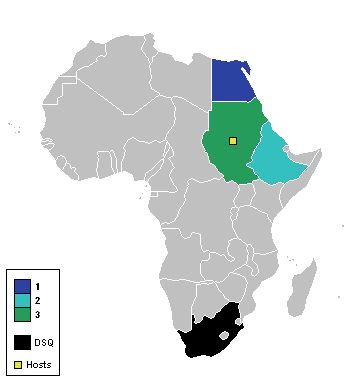
Carte des participants à la CAN 1957.

Quatre sélections devaient prendre part à ce tournoi : l'Égypte, le Soudan, l’Éthiopie et l'Afrique du Sud, mais cette dernière se voit disqualifier de participation en raison des problèmes liés à l'Apartheid.

## Tournoi final
|  | Demi-finales          | Demi-finales          |        |    | Finale                | Finale                |
|  | Demi-finales          | Demi-finales          |        |    | Finale                | Finale                |
|  |                       |                       |        |    |                       |                       |
|  | 10 février / Khartoum | 10 février / Khartoum |        |    | 16 février / Khartoum | 16 février / Khartoum |
|  | 10 février / Khartoum | 10 février / Khartoum |        |    | 16 février / Khartoum | 16 février / Khartoum |
|  | Soudan                | 1                     |        |    | 16 février / Khartoum | 16 février / Khartoum |
|  | Soudan                | 1                     |        |    | 16 février / Khartoum | 16 février / Khartoum |
|  | Égypte                | 2                     |        |    | 16 février / Khartoum | 16 février / Khartoum |
|  | Égypte                | 2                     | Égypte | 4  |                       |                       |
|  | 10 février / Khartoum |                       | Égypte | 4  |                       |                       |
|  |                       | Éthiopie              | 0      |    |                       |                       |
|  | Éthiopie              | Éthiopie              | 0      | Q. |                       |                       |
|  | Éthiopie              |                       |        | Q. |                       |                       |
|  | Afrique du Sud        | dsq                   |        |    |                       |                       |
|  | Afrique du Sud        | dsq                   |        |    |                       |                       |

### Demi-finales
| 10 février 1957 | Soudan      | 1 - 2 | Égypte                         | Stade municipal, Khartoum                        |                                                  |
|                 | Manzoul 58e |       | 21e (pen.) Ateya · 72e Ad-Diba | Spectateurs : 30 000 Arbitrage : Guebeyehu Doube | Spectateurs : 30 000 Arbitrage : Guebeyehu Doube |

| 10 février 1957 | Éthiopie | Q. - dsq | Afrique du Sud | Stade municipal, Khartoum |  |
|                 |          |          |                |                           |  |

### Finale
| 16 février 1957 | Égypte                | 4 - 0 | Éthiopie | Stade municipal, Khartoum                        |                                                  |
| | Ad-Diba 2e 7e 68e 89e | (2 - 0) |          | Spectateurs : 30 000 Arbitrage : Mohamed Youssef | Spectateurs : 30 000 Arbitrage : Mohamed Youssef |
| Brascos - El Dali, Daoud, El Fanageely, Qotb - Tawfik, Ad-Diba, Bidho, El Hamouly, Abd El Fatah, Attia Entraineur : Fahmy | Équipes               | Gila - Ayele, Teklé-Selassié - Adamu, Asfaw, Berhe - Kebede, Zewde - Ydnekatchew Tessema, Wolde-Selassie, Birhane Entraineur : Inconnu |          | Spectateurs : 30 000 Arbitrage : Mohamed Youssef | Spectateurs : 30 000 Arbitrage : Mohamed Youssef |

## Équipe type de la compétition
| Gardien | Défenseurs | Milieux | Attaquants | Sélectionneur |
| ------- | ---------- | ------- | ---------- | ------------- |
|         |            |         |            | Mourad Fahmy  |

## Buteurs
5 buts
- Ad-Diba

1 but
- Raafat Attia
- Siddiq Manzoul